# Меерсон, Дмитрий Соломонович
Дмитрий Соломонович Меерсон (1900—1993) — советский инженер-архитектор и педагог. Кандидат архитектуры (1951).

## Биография
Родился в 19 сентября 1900 года в Москве, в семье уроженца Кишинёва, провизора Соломона Вольфовича Меерзона (1878—?).
В 1924 году окончил Московское высшее техническое училище со званием инженера-архитектора. С 1925 года работал в проектных организациях Москвы. Участвовал в конкурсном проекте на здание Республиканской больницы в Самарканде в 1926 году (совместно с Р. И. Вальденбергом, С. П. Леонтовичем и Л. Б. Райкиным).
В 1932 году вступил в Союз архитекторов СССР. В 1930-х годах принимал участие в разработке планировки соцгородов, проектировал дома-коммунны, участвовал в архитектурных конкурсах. Вместе с архитектором Г. С. Гуревичем-Гурьевым спроектировал новое здание Всесоюзного научно-исследовательского института виноделия и виноградарства «Магарач».
В 1931—1963 годах работал в Горстройпроекте (с 1950 года — главный архитектор института). Принимал участие в восстановлении жилых районов Сталинграда при заводах СТЗ, Баррикады, Красный Октябрь. Принимал участие в планировке городов Бухара, Грозный, района Автозавод в Горьком и других.
Внёс большой вклад в типизацию проектов жилых домов, автор ряда серий типовых домов, часть из которых отмечены премиями. В 1951 году защитил диссертацию на соискание учёной степени кандидата архитектуры, посвящённую малоэтажному жилищному строительству. Автор трудов по градостроительству и архитектуре. Преподавал в ВИСУ и АСИ в 1933-1936 годах, в МАРХИ с 1958 по 1963 год.
С 1964 года работал в ЦНИИЭП жилища. Возглавлял отдел типологии жилых зданий, руководил научной работой по типологизации жилищного строительства. Был членом Бюро жилищной секции Московского отделения Союза архитекторов СССР и жилищной комиссии Союза архитекторов СССР.
Жил в Москве по адресу: Большой Конюшковский переулок, 27а.

## Семья
- Брат — Яков Соломонович Меерзон, хирург-трансфузиолог.
- Двоюродные братья — Иона Эммануилович Якир, командарм 1-го ранга; Давид Львович Морской, кинорежиссёр; Дарий Львович Меерсон, фтизиатр, доктор медицинских наук.
- Сын — архитектор Андрей Меерсон[3].

## Публикации
- Меерсон Д. С., Тонский Д. Г. Жилищное строительство в СССР в XI пятилетке. М., Стройиздат, 1983.[4]